# Кунеевский, Юрий Сергеевич
Юрий Сергеевич Кунеевский (26 февраля 1993, Омск) — российский биатлонист, чемпион и призёр чемпионата России. Мастер спорта России (2016).

## Биография
До 20-летнего возраста занимался лыжными гонками, участвовал в первенствах России, но без особого успеха. Позднее перешёл в биатлон, на взрослом уровне представлял Красноярский край и «Академию биатлона», также представлял Ямало-Ненецкий АО.
В 2015 году стал чемпионом России в гонке патрулей и бронзовым призёром чемпионата страны в командной гонке.
После окончания спортивной карьеры вернулся в Омск, работает детским тренером в ДЮСШ «Крутая горка» и принимает участие в любительских соревнованиях.
Окончил Сибирский государственный университет физической культуры и спорта (г. Омск, 2017).